# Arse Elektronika
Arse Elektronika és una conferència anual organitzada pel col·lectiu d'arts i filosofia d'Àustria monochrom, centrada en el sexe i la tecnologia. El festival presenta xerrades, tallers, màquines, presentacions i pel·lícules. El comissari del festival és Johannes Grenzfurthner. Entre el 2007 i 2015, l'esdeveniment es va celebrar a San Francisco, però Monochrom vol traslladar l'esdeveniment a Europa.
El nom Arse Elektronika és un joc de paraules amb Ars Electronica, el nom d'una organització artística i tecnològica també amb seu a Àustria.

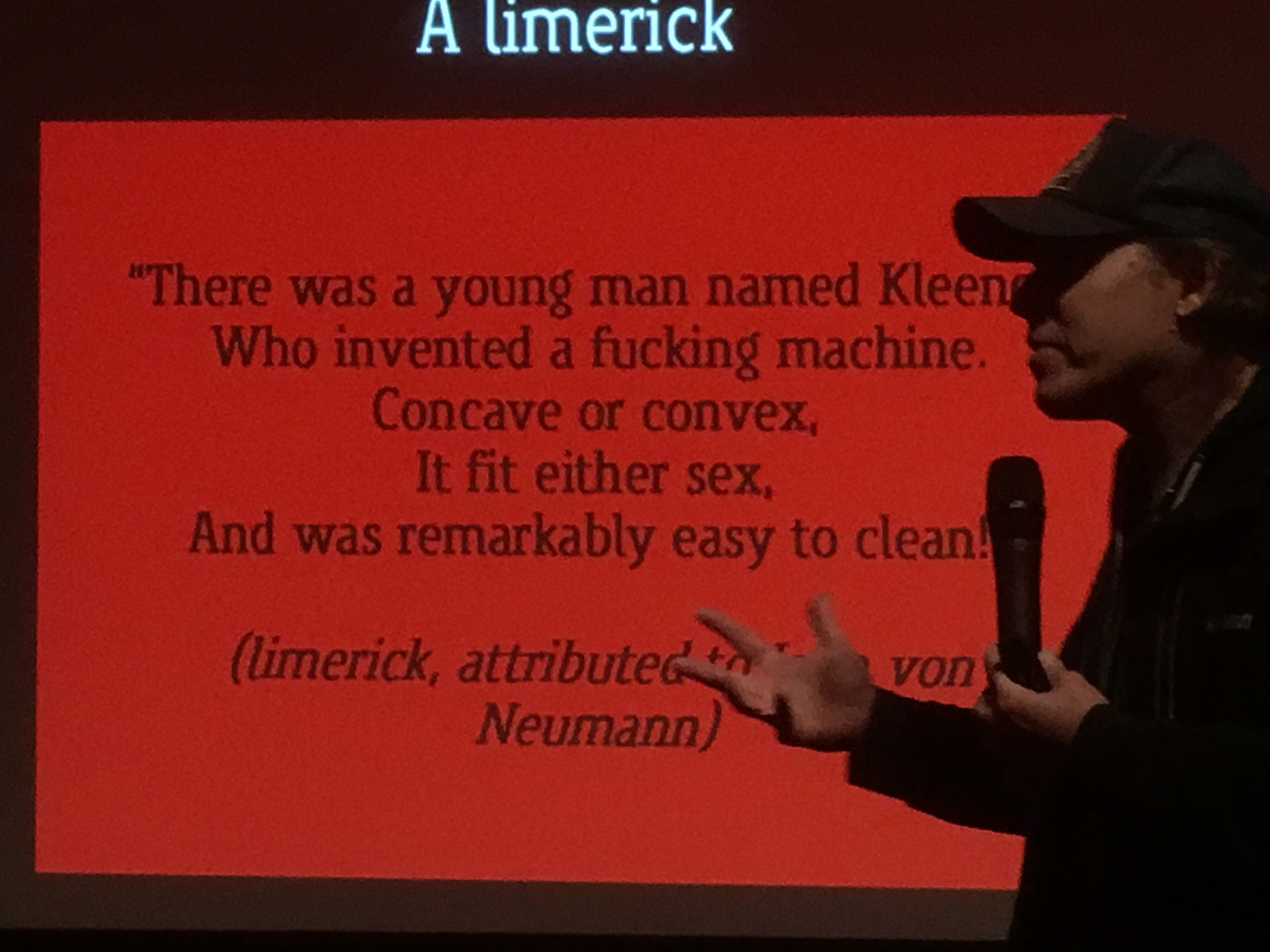
Johannes Grenzfurthner a "Arse Elektronika" al NRW-Forum Düsseldorf, 2019.

Els ponents de les conferències anteriors han estat Violet Blue, Mark Dery, Richard Kadrey, Annalee Newitz, Carol Queen, Susie Bright i Rudy Rucker, amb demostracions de Kyle Machulis del blog Slashdong; Heather Kelley; Allen Stein de Thrillhammer; i altres enginyers del web pornogràfic Fucking Machines.
Arse Elektronika es va convertir en un punt de referència per a molts debats sobre sexe i tecnologia.

## Conferències principals

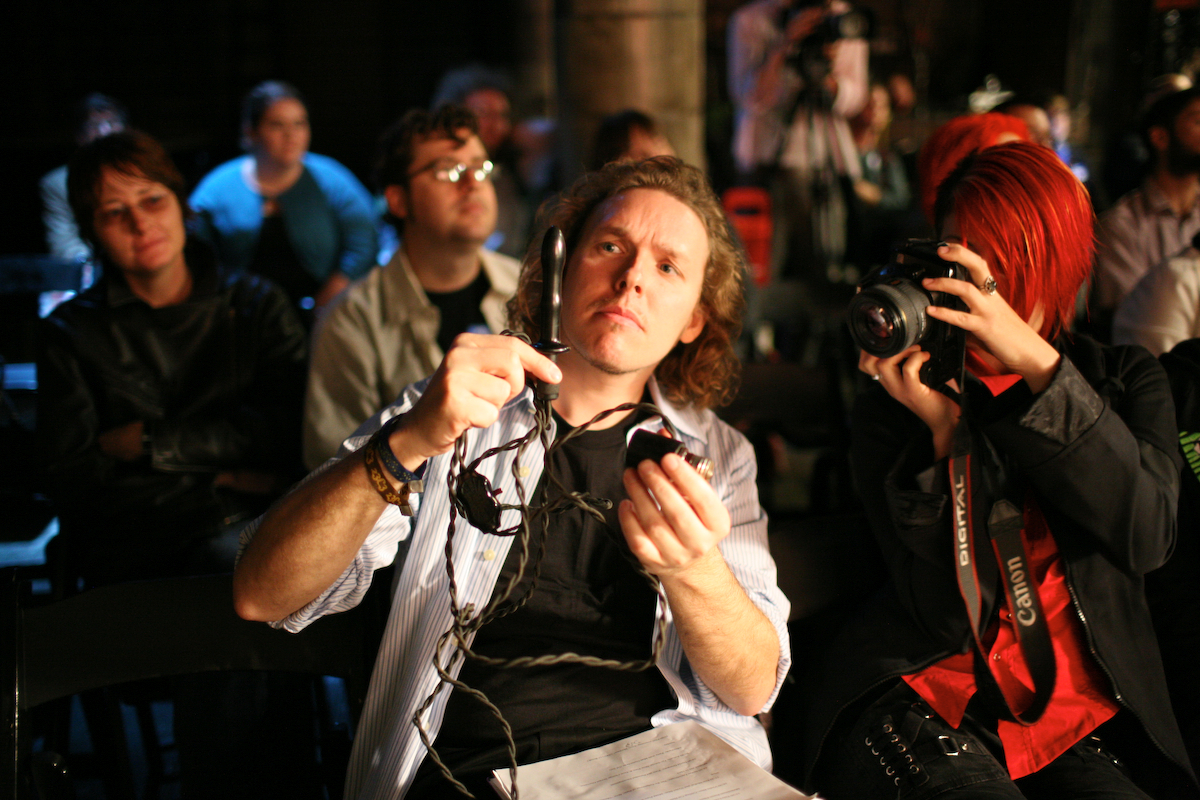
El comissari d'Arse Elektronika, Johannes Grenzfurthner (a Arse Elektronika 2007)

- 2007: La primera conferència,[6][7][8] que tracta de l'impacte del sexe en la innovació tecnològica i l'adopció.
- 2008: "Els androides dormen amb ovelles elèctriques: perspectives crítiques sobre el sexe i la ciència-ficció,"[9] centrat en el sexe i la tecnologia vist a través de la lent futurista de la ciència-ficció, així com les representacions de la ciència-ficció a la pornografia.[10]
- 2009:, "Of Intercourse and Intracourse"[11] tractava dels cossos i la seva modificació, incloent-hi wetware, teràpia gènica, biotecnologia i modificació corporal. Les converses també van especular sobre els impactes socials d'aquestes tecnologies, especialment les implicacions sobre l'heteronormativitat si el sexe biològic esdevé fàcilment canviable.
- 2010: "Space Racy", va tractar temes de l'espai, tant en un sentit arquitectònic com aeronàutic.[12] Els temes inclouen la possibilitat de sexe a l'espai exterior, la naturalesa de gènere i/o sexualitzada dels espais construïts, el romanç entre espècies a l'espai exterior. videojocs, i una instal·lació interactiva anomenada Six Feet Under Club en la qual els participants podien tenir relacions sexuals mentre estaven enterrats en un taüt].[13]
- 2011: "Screw the System," tractava sobre el sexe, la tecnologia, la política de classe i la cultura.[14][15]
- 2012: "4PLAY: Gamifuckation and Its Discontents" tractava sobre sexe, tecnologia i jocs.[16]
- 2013: "id/entity" tracta sobre el sexe, la tecnologia i la identitat.[17][18]
- 2014:, "TRANS*.*" va tractar sobre la tecnologia i la sexualitat en la transició social i personal.[19]
- 2015 : "Shoot Your Workload" va tractar sobre tecnologia i sexualitat i treball (tecnologia i treball sexual; treball i política laboral en el context de la tecnologia sexual; treball en un context físic).[20][21]

## Exposicions i actuacions addicionals
Arse Elektronika organitza exposicions i conferències a tot el món que no sempre formen part de la conferència real. A l'abril 2010, la primera exposició d'Arse Elektronika "Techno(sexual) Bodies" es va presentar a Videotage a la ciutat de Hong Kong; va ser comissariat per Johannes Grenzfurthner i Isaac Leung.

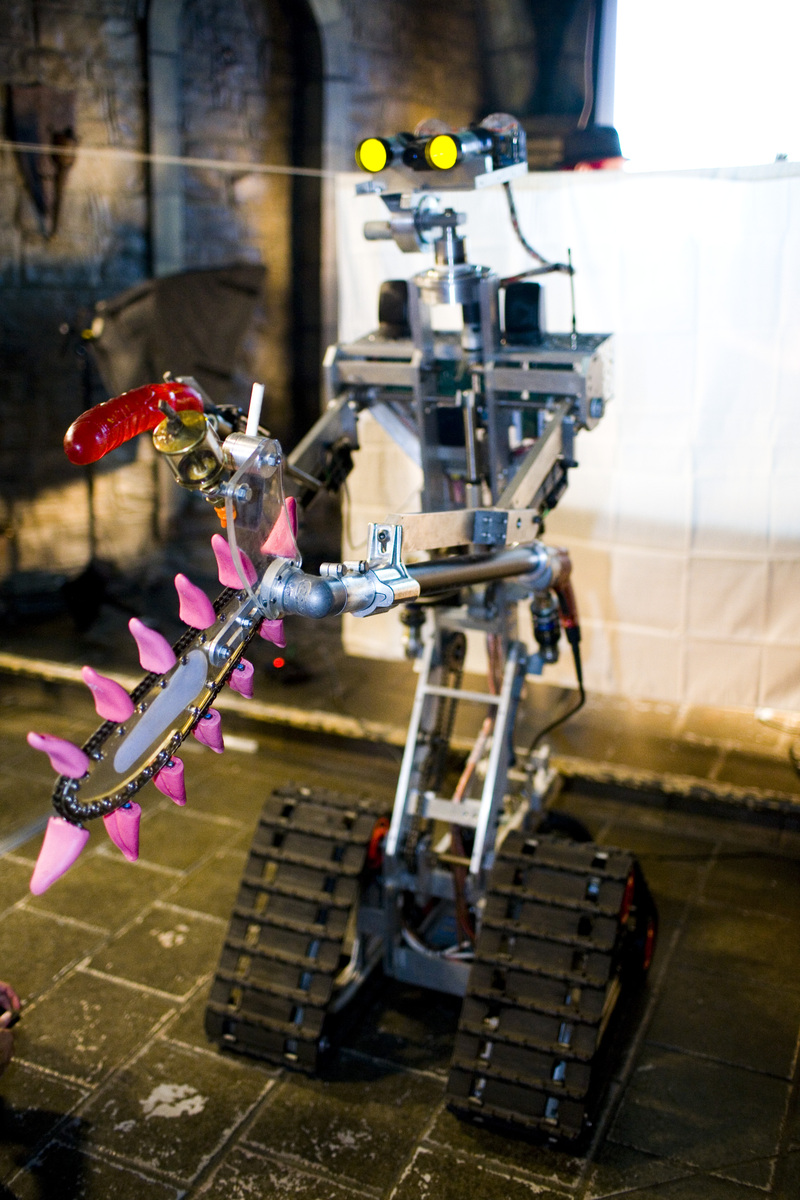
Fuckzilla a Arse Elektronika 2007

El març de 2019, monochrom va presentar (com a part d'un especial Arse Elektronika al NRW-Forum a Düsseldorf) un robot sexual anomenat Nekropneum Fuckenbrust Neckhammer 40k.

## Publicacions
pr0nnovation? Pornography and Technological Innovation (Arse Elektronika Anthology #1)
- Editat per Johannes Grenzfurthner, Günther Friesinger, Daniel Fabry. Publicat per RE/Search Publications (San Francisco) en cooperació amb Monochrom.
- Amb assaigs de Michael Achenbach, Timothy Archibald, Peter Asaro, Thomas Ballhausen, Binx, Violet Blue, Jonathan Coopersmith, Mark Dery, Thomas Edlinger, Johannes Grenzfurthner, Ema Konstantinova, Tina Lorenz, Stefan Lutschinger, Kyle Machulis (Slashdong), Aaron Muszalski, Annalee Newitz, Carol Queen, Thomas Roche, Autumn Tyr-Salvia, Frank Apunkt Schneider, Katie Vann, Rose White, Amanda Williams, Katherina Zakravsky.[29]

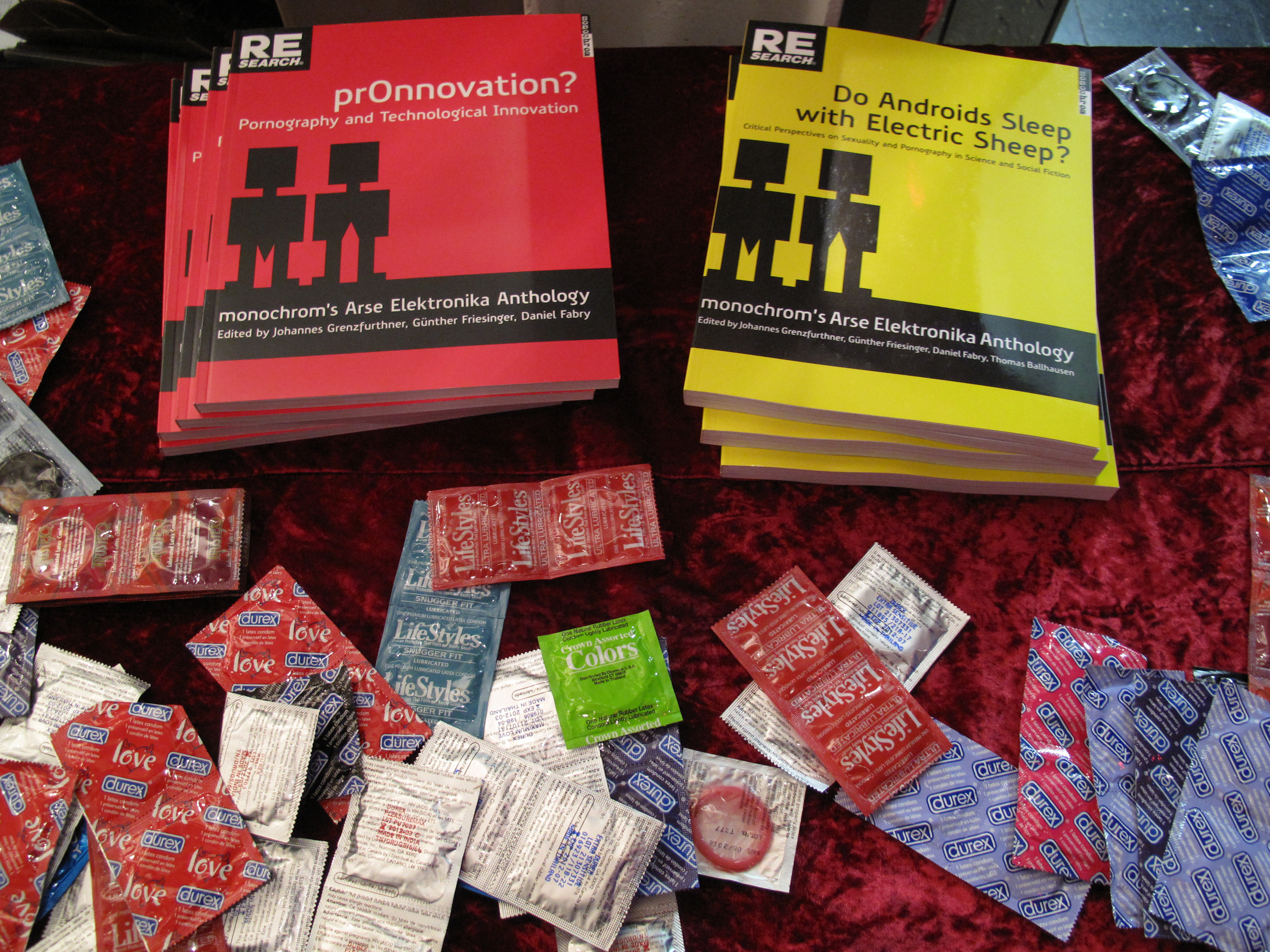

Do Androids Sleep with Electric Sheep? Critical Perspectives on Sexuality and Pornography in Science and Social Fiction (Arse Elektronika Anthology #2)
- Editat per Johannes Grenzfurthner, Günther Friesinger, Daniel Fabry, Thomas Ballhausen. Publicat per RE/Search Publications (San Francisco) en cooperació amb monochrom.
- Mostra assaigs i narracions curtes de Rudy Rucker, Richard Kadrey, James Tiptree, Jr., Allen Stein, Sharing is Sexy, Jason Brown, Cory Doctorow, Annalee Newitz, Tina Lorenz, Reesa Brown, Karin Harrasser, Isaac Leung, Rose White, Mela Mikes, Viviane, Susan Mernit, Chris Noessel, Kit O'Connell, Jens Ohlig, Bonni Rambatan, Thomas Roche, Bonnie Ruberg, Mae Saslaw, Violet Blue, Nathan Shedroff, 23N!, Benjamin Cowden, Johannes Grenzfurthner, Daniel Fabry.[30]

Of Intercourse and Intracourse – Sexuality, Biomodification and the Techno-Social Sphere (Arse Elektronika Anthology #3)
- Editat per Johannes Grenzfurthner, Günther Friesinger, Daniel Fabry. Publicat per RE/Search Publications (San Francisco) en cooperació amb Monochrom.
- Inclou assaigs i narracions curtes d'Eleanor Saitta, R.U. Sirius, Jack Sargeant, Annalee Newitz, Katrien Jacobs, Christian Heller, Bonni Rambatan, Kyle Machulis, Saul Albert, Tatiana Bazzichelli, Johannes Grenzfurthner, Violet Blue, Carol Queen, Douglas Spink, Rose White, Rainer Prohaska, Thomas Ballhausen, Uncle Abdul, Elle Mehrmand (Echolalia Azalee), Micha Cárdenas (Azdel Slade), Ani Niow, Monika Kribusz, Noah Weinstein, Randy Sarafan, Allen Stein, Kim De Vries, Pepper Mint, Robert Glashuettner, Jonathon Keats.[31]

Screw The System – Explorations of Spaces, Games and Politics through Sexuality and Technology (Arse Elektronika Anthology #4)
- Editat per Johannes Grenzfurthner, Günther Friesinger, Daniel Fabry. Publicat per RE/Search Publications (San Francisco) en cooperació amb monochrom.
- Inclou assaigs i narracions curtes de Jaakko Stenros, Paolo Pedercini, Rosalynn Rothstein, Adam Rothstein, Jack Sargeant, Anna Anthropy, Heather Kelley, Lindsay Grace, Johannes Grenzfurthner, Maggie Mayhem, Ned Mayhem, Kristen Stubbs, Marco Maiocchi, Margherita Pillan, Marko Radeta, Pietro Righi Riva, Samuel Coniglio, Katherine Becvar, Nadja Sayej, Thomas Ballhausen, Philip Freeman, Jonathan Mann, Rich Gibson, Maymay.[32]